# Monaster św. Jana Miłościwego w Zahajcach Małych
Monaster św. Jana Miłościwego – prawosławny męski monaster w Zahajcach Małych, w eparchii tarnopolskiej Ukraińskiego Kościoła Prawosławnego Patriarchatu Moskiewskiego. 

## Historia
Klasztor został ufundowany w 1626 przez wdowę po pułkowniku wojsk polskich, Konstantynie Jarmolińskim, Irenę z Bohowitynów. Wzniesiono go na górze, gdzie wcześniej stał zamek, otoczony rowem i wałami. W 1649, w obecności przełożonego Monasteru Poczajowskiego, Hioba, fundatorka zapisała wspólnocie dobra we wsi Szubar i przekazała 1000 zł. Dwa lata później syn Ireny Jarmolińskiej, Iwan, nadał mnichom młyn i dwa uroczyska. Jeszcze w XVII w. na należącej do klasztoru ziemi osadzono chłopów, którzy założyli wieś klasztorną. W latach 1626–1630 powstały monasterska cerkiew i dzwonnica. Monaster w Zahajcach pozostawał prawosławny do 1721, gdy przeszedł w ręce unickiego zakonu bazylianów. W 1794 klasztor przeszedł w jurysdykcję Rosyjskiego Kościoła Prawosławnego. Monaster podlegał eparchii wołyńskiej. Od 1829 do 1873 przełożeni klasztoru byli równocześnie rektorami seminarium duchownego w Krzemieńcu, zaś od 1865 do 1873 monaster Objawienia Pańskiego w Krzemieńcu był filią monasteru w Zahajcach.
Na początku XX wieku, dzięki staraniom przełożonego, archimandryty Epifaniusza, monaster znacznie się rozwinął. W 1903 w głównej cerkwi monasterskiej wykonano nowe freski. W 1912 otwarty został podległy klasztorowi skit św. Joazafa Biełgorodzkiego. W czasie I wojny światowej obiekt został uszkodzony. 
Monaster pozostał w rękach prawosławnych także po I wojnie światowej i odzyskaniu niepodległości przez Polskę. W 1921 państwo polskie przejęło na własność jedynie majątek monasteru, a po odwołaniu biskupa krzemienieckiego Dionizego wyraziło zgodę na pozostawienie w rękach mnichów części gospodarstwa rolnego, stawu z młynem oraz pasieki. Ostatecznie klasztor zachował posiadany majątek ziemski i las, z zastrzeżeniem, że z uzyskiwanego dochodu miał utrzymywać także prawosławnego biskupa wołyńskiego. W 1926 część ziemi została sprzedana miejscowym chłopom. Monaster w Zahajcach należał do zamożniejszych klasztorów prawosławnej diecezji wołyńskiej. W okresie międzywojennym przeprowadzono remont głównej cerkwi, w ramach którego podjęto konserwację fresków, wstawiono nowy ikonostas i naprawiono dach. Poza świątynią kompleks budynków monasterskich składał się z domu mieszkalnego z cerkwią św. Jana Chrzciciela oraz dwóch drewnianych domów, z których jeden pełnił funkcję domu pielgrzyma. Według danych z 1932 monaster prowadził gospodarstwo rolne i pięć pasiek, nie funkcjonowała natomiast przy nim żadna instytucja dobroczynna ani społeczna. Cerkiew monasterska była równocześnie świątynią parafialną.
17 kwietnia 1943 hitlerowcy spalili skit św. Joazafa i zamordowali zamieszkujących go mnichów i posłuszników.
Klasztor został zamknięty przez władze radzieckie w 1964, trzy lata po śmierci ostatniego mnicha. Do 1987 w zabudowaniach monasterskich mieściły się szwalnia, szkoła, biblioteka i magazyn. Cerkiew monasterska działała do 2007 jako parafialna. W 2001 w zrujnowanym klasztorze zamieszkał pierwszy mnich od 1961 – ihumen Filadelf, do którego dołączyli następnie kolejni zakonnicy z ławry Poczajowskiej.
Głównym obiektem kultu w monasterze była Ikona Matki Bożej „Miłująca Wszystkich”. Oryginał wizerunku został w 2005 skradziony, od tego czasu w monasterze czczona jest jedynie jego kopia. Drugą ikoną o szczególnym znaczeniu jest ikona patrona klasztoru z cząsteczką jego relikwii przekazana monasterowi przez patriarchę Aleksandrii.